# ユク・ホイ
ユク・ホイ（英: Yuk Hui, 繁: 許煜, 粤拼: heoi2 juk1）は、香港出身の哲学者。

## 経歴
2003年に香港大学でコンピュータ工学の学士号を取得後、イギリスのロンドン大学ゴールドスミス・カレッジで2007年に文化理論の修士号、2011年に哲学の博士号を取得。博士論文指導教員はベルナール・スティグレール。その後研究員として、フランスでスティグレールが創設したポンピドゥー・センターリサーチ&イノベーション研究所に勤務した後、ドイツでテレコム・イノベーション研究所に勤務。2020年にロイファナ大学リューネブルクで技術哲学の大学教授資格（ハビリタツィオン）を取得。
2010年から大学教員として活動。ゴールドスミス・カレッジやロイファナ大学のほか、バウハウス大学ワイマール、モスクワのストレルカ研究所、杭州市の中国美術学院、香港城市大学、エラスムス・ロッテルダム大学などで教鞭を執る。
2014年から「哲学と技術のリサーチ・ネットワーク」（英: Research Network for Philosophy and Technology）を主宰、スティグレールのほか東浩紀や石田英敬が学術委員として所属する。バーグルエン賞の審査委員でもあり、2022年には同委員の汪暉とともに、柄谷行人をノミネートした。

## 思想
ハイデガーやシモンドン、スティグレールを踏まえた大陸系技術哲学をはじめ、情報学のオントロジー論、サイバネティクス論、ジョセフ・ニーダムの中国科学史論、諸子百家から新儒家に至る中国哲学、日本の京都学派などを扱っている。ニック・ランドらが説く「中華未来主義」を批判している。

## 著作（日本語訳）
著作は日本語を含め10以上の言語に翻訳されている。
- The Question Concerning Technology in China: An Essay in Cosmotechnics, Falmouth: Urbanomic, 2017.
  - 伊勢康平 訳『中国における技術への問い 宇宙技芸試論』ゲンロン〈ゲンロン叢書〉、2022年8月、ISBN 978-4907188467
（2023年紀伊國屋じんぶん大賞第10位[13]。底本は2018年第2版[14]。中島隆博解説）
- Recursivity and Contingency, London: Rowman and Littlefield, 2019. 
  - 原島大輔 訳『再帰性と偶然性』青土社、2022年2月、ISBN 978-4791774463
- Art and Cosmotechnics, Minneapolis: University of Minnesota Press, 2021.
  - 伊勢康平 訳『芸術と宇宙技芸』春秋社、2024年8月、ISBN 978-4393341230

その他、『ゲンロン』や『現代思想』に著作やインタビューの日本語訳がある。